# Barbie : Héroïne de jeu vidéo
Série Barbie
Barbie et ses sœurs : À la recherche des chiots
(2016) Barbie : La Magie des dauphins
(2017)
Pour plus de détails, voir Fiche technique et Distribution.
Barbie : Héroïne de jeux vidéo (Barbie: Video Game Hero) est le 35e long-métrage d'animation qui met en scène le personnage de Barbie. Le film est sorti directement en vidéo en 2017.

## Synopsis
Alors qu'elle tente de résoudre une erreur inexplicable dans le codage de son jeu vidéo, Barbie reçoit sur sa tablette une invitation à tester un nouveau jeu. Elle cliquant sur oui, elle se retrouve aspirée dans le jeu et fait ainsi la connaissance de Cutie, le petit tutoriel de jeux vidéo. Ce dernier lui explique qu'il l'a fait venir pour sauver le monde des jeux. Elle doit à tout prix gagner tous les niveaux pour le sauver d'un virus émoticône qui dévore tout sur son passage.

## Fiche technique
- Titre original : Barbie: Video Game Hero
- Titre français : Barbie : Héroïne de jeu vidéo
- Réalisation : Conrad Helten et Zeke Norton
- Scénario : Nina Bargiel
- Direction artistique : Patricia Atchison
- Musique : Rebecca Kneubuhl
- Production : Sarah Serata ; Julia Pistor (exécutif)
- Société de production : Mattel Creations, RainMaker Entertainment
- Société de distribution : Universal Studios Home Entertainment
- Pays : États-Unis
- langue d'origine : anglais
- Format : couleur - son stéréo
- Genre : film d'animation
- Durée : 72 minutes
- Dates de sortie :
  - États-Unis : 17 janvier 2017  (DVD)
  - France : 4 avril 2017 (DVD)[2]

Sources : Générique du DVD, IMDb

## Distribution
| - Erica Lindbeck : Barbie - Michael Dobson : Cutie / Voix off - Rebekah Asseltine : Bella, niveau 1 - Brad Swaile : Kris, niveau 1 - Ingrid Nilson : Crystal, niveau 2 - Nesta Cooper : Gaïa, niveau bonus - Shannon Chan-Kent : Maïa, niveau bonus / Renée - Alyssya Swales : Chelsea - Sienna Bohn : Teresa / Voix du Compte-à-rebours - Samuel Vincent : Virus / Écureuils | - Helena Coppejans : Barbie - Sébastien Hébrant : Cutie - Delphine Chauvier : Bella, niveau 1 - Maxime Donnay : Kris, niveau 1 - Catherine Hanotiau : Crystal, niveau 2 - Cécile Florin : Gaïa, niveau bonus - Frédérique Schürmann : Maïa, niveau bonus - Alayin Dubois : Chelsea - Mélissa Windal : Teresa et Renée - Simon Duprez : la voix-off du jeu vidéo |

Sources : Générique du DVD et sur Netflix

## Chanson du film
La bande originale du film Barbie Video Game Hero (Original Motion Picture Soundtrack) est disponible en album : 
| No | Titre           | Interprète(s)                   | Durée |
| -- | --------------- | ------------------------------- | ----- |
| 1. | Change the Game | The Math Club feat. Jordyn Kane | 3:32  |
| 2. | Get up and Move | The Math Club feat. Jordyn Kane | 2:33  |
| 3. | Invisible       | The Math Club feat. Jordyn Kane | 3:33  |
| 4. | Multiplayer     | The Math Club feat. Jordyn Kane | 2:56  |
| 5. | Power Up        | The Math Club feat. Jordyn Kane | 3:04  |

## Autour du film
Créée en 1959, la Poupée Barbie est à l'origine de nombreux produits dérivés. Elle a également inspiré plusieurs films d’animation. Barbie : Héroïne de jeu vidéo est sorti la même année que Barbie : La magie des dauphins.